# Terinos niasica
Terinos niasica är en fjärilsart som beskrevs av Hans Fruhstorfer 1901. Terinos niasica ingår i släktet Terinos och familjen praktfjärilar. Inga underarter finns listade i Catalogue of Life.